# Raymond Washington
Raymond Lee Washington (Los Angeles, 14 agosto 1953 – Los Angeles, 9 agosto 1979) è stato un criminale statunitense, fondatore della banda i "Crips", nata in South Los Angeles.

## Biografia
Nacque da Violet Samuel e Reginald Washington ed aveva tre fratelli e un fratellastro, poiché la madre si era sposata due volte. Frequentò varie scuole, a causa di diverse espulsioni. Creò la sua prima banda negli anni 1960, la Baby Avenues, insieme a Stanley Williams, il quale in seguito dichiarò che il gruppo era nato per rendere maggiormente sicuri i loro quartieri e per difenderli dalle bande più pericolose, scopo che doveva essere raggiunto, inizialmente, senza l'utilizzo di armi da fuoco. Nel 1971 nacquero i Crips.
Nel 1973, Washington fu arrestato per furto e condannato a cinque anni da scontare nel Deuel Vocational Institution di Tracy, in California. Fu rilasciato alla fine degli anni 1970 e tornò a Los Angeles, dove i Crips erano diventati molto più influenti e venivano spesso coinvolti in scontri a fuoco. In seguito Washington dichiarò di essere rimasto deluso dall'involuzione che aveva intrapreso il gruppo. Washington fu ucciso all'età di 25 anni, in una sparatoria da auto in corsa, quando non aveva più nessun contatto con la banda.